# Jilava
Jilava – wieś w Rumunii, w okręgu Ilfov, w gminie Jilava. W 2011 roku liczyła 12 223 mieszkańców.